# تياغو كاردوسو
تياغو كاردوسو (بالبرتغالية: Thiago Cardoso‏) (4 أغسطس 1991 بجويز دي فورا في البرازيل - ) هو لاعب كرة قدم برازيلي في مركزي الدفاع وقلب الدفاع. شارك مع منتخب البرازيل تحت 20 سنة لكرة القدم. أما مع النوادي، فقد لعب مع أتلتيكو مينييرو ونادي بيرا مار ونادي فيسترلو ونادي مادوريرا.

## روابط خارجية
- تياغو كاردوسو على موقع قاعدة بيانات كرة القدم.إي يو (الإنجليزية)
- تياغو كاردوسو على موقع Soccerway.com (الإنجليزية)
- تياغو كاردوسو على موقع AS.com (الإسبانية)